# Thomas Gray
Thomas Gray (Londra, 26 dicembre 1716 – Cambridge, 20 luglio 1771) è stato un poeta inglese, studioso dei classici e professore di storia all'Università di Cambridge, importante esponente del preromanticismo e uno dei principali esponenti della poesia cimiteriale o "sepolcrale" inglese assieme ad Edward Young, con il suo capolavoro, l'Elegia scritta in un cimitero campestre.

## Biografia
Thomas Gray nacque a Londra, quinto di dodici figli (unico a raggiungere l'età adulta) e visse con la madre in ristrettezza dopo che questa lasciò il violento marito. Studiò all'Eton College, e diventò studente prima a Peterhouse e successivamente al Pembroke College di Cambridge.

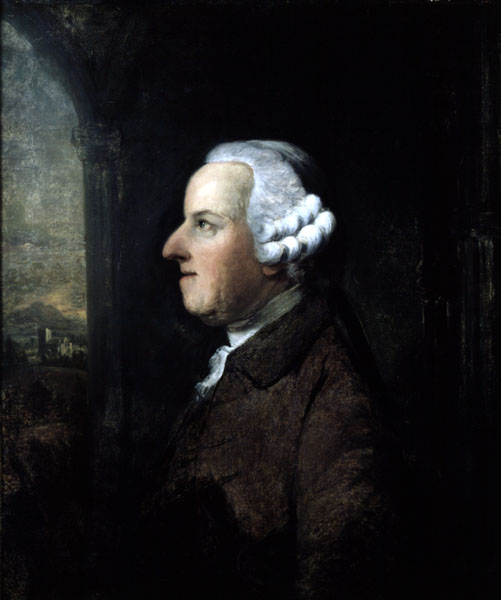
Ritratto di Thomas Gray

Durante i suoi studi fece la conoscenza di Horace Walpole, che accompagnò durante il suo viaggio formativo in Europa. Tale viaggio (Grand Tour) era una consuetudine per i figli di famiglie benestanti per completare la loro educazione.
Gray passò la maggior parte della sua vita come studioso a Cambridge, appartato e considerato "noioso" dai colleghi a causa della sua introversione, e solo molto più tardi, continuò a viaggiare. Nonostante fosse uno dei poeti meno produttivi (tutte le sue opere pubblicate durante la sua vita non raggiungono nemmeno le 1000 righe, in quanto, estremamente autocritico, completò solo 13 liriche e poemetti), è stato, assieme a William Collins, la figura predominante della metà del XVIII secolo. Nel 1757, gli fu offerto il titolo di poeta laureato che però rifiutò. Nel 1768 egli succedette a Lawrence Brockett come Professore Regio di Storia a Cambridge, occupazione che non richiedeva una grande responsabilità. Morì a Cambridge a 54 anni nel 1771.

### Elegia scritta in un cimitero campestre
(Thomas Gray, Elegia scritta in un cimitero campestre, versi 33-36)

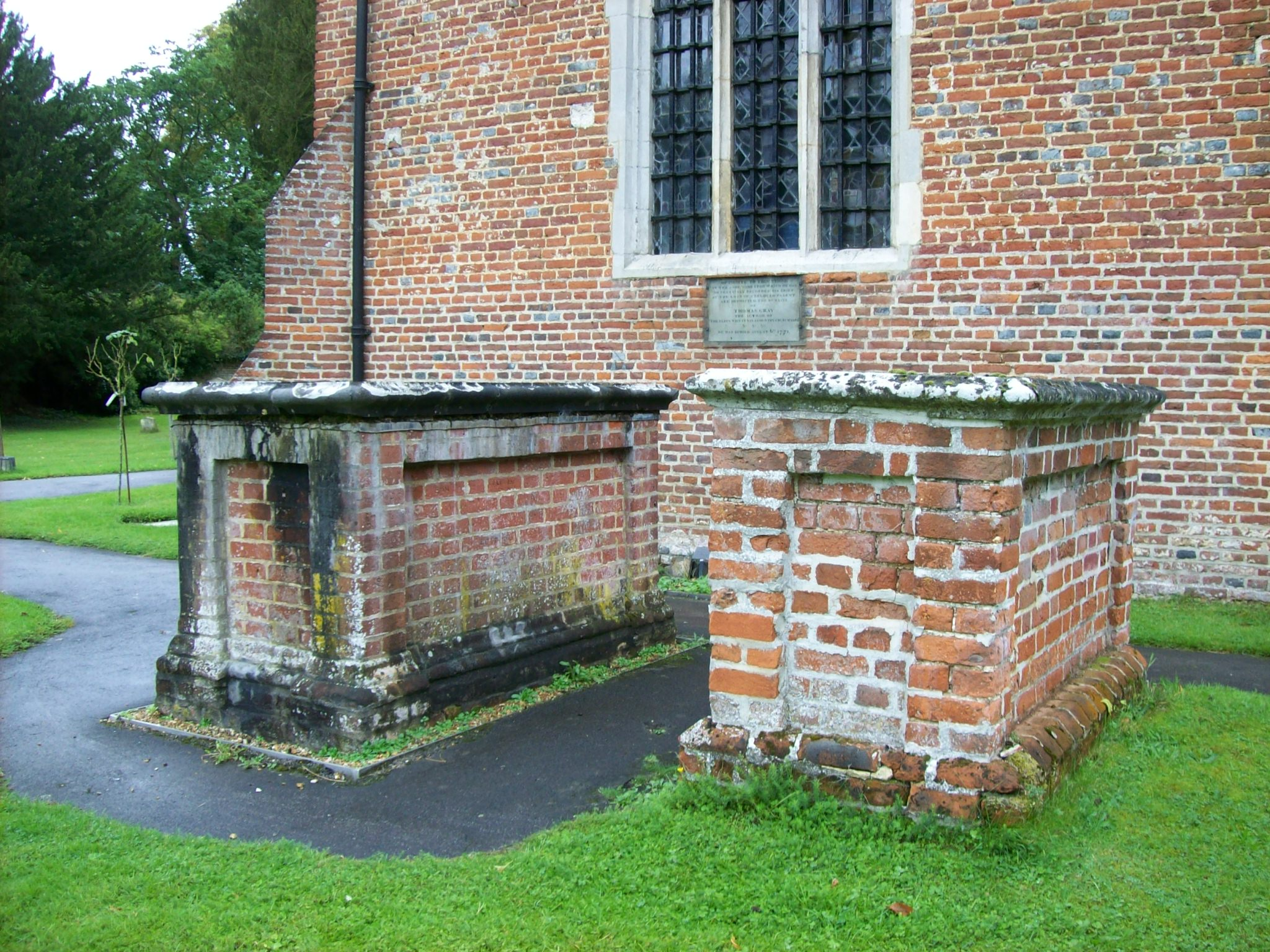
Sepolcri di Gray e della madre nel cimitero di Stoke Poges, dove scrisse lElegia, in cui manifestò anche il desiderio di riposare per sempre in quel luogo.

Il componimento più celebre di Gray, Elegia scritta in un cimitero campestre (Elegy Written in a Country Churchyard) composta nel 1751 probabilmente nel cimitero di Stoke Poges, è diventata un'importante parte del patrimonio letterario inglese. Ancor oggi è una delle poesie più citate della lingua inglese, ed è scritta in quartine di decasillabi a rime alternate.
Si dice che prima della battaglia sulla piana di Abraham, dove morirà, il generale inglese James Wolfe recitò questa poesia ai suoi soldati, aggiungendo "Signori, avrei preferito scrivere questa poesia che conquistare il Quebec domani".
Gray è riuscito a fondere forme tradizionali e dizione poetica con nuovi argomenti e modi d'espressione, diventando uno dei precursori del revival romantico.
L'Elegia fu subito notata per la sua bellezza (sebbene Gray fosse stato criticato invece da Samuel Johnson) ed i poeti della scuola cimiteriale furono così chiamati per i loro componimenti, scritti sulla base della poesia di Gray in un genere iniziato da Edward Young con i suoi Pensieri notturni.
In Italia molto note divennero la traduzione di Melchiorre Cesarotti (noto traduttore dei Canti di Ossian) in endecasillabi sciolti (1772), quella di Giuseppe Torelli in quartine (1776) e quella ritmica (ma meno letterale) in rime alternate e quartine (la struttura dell'originale) del musicologo Taddeo Wiel (1906) contenente la celebre formulazione del verso "Fair science frown'd not on his humble birth // And Melancholy marked him for her own" tradotto come "Sofia non ne sdegnò l'umil natale / Melanconia lo volle a sé devoto", con cui Gray descrive sé stesso e la figura dell'intellettuale romantico. Una delle più recenti e fedeli alle parole del testo è quella in quartine in versi liberi di D. Caminita (1976).

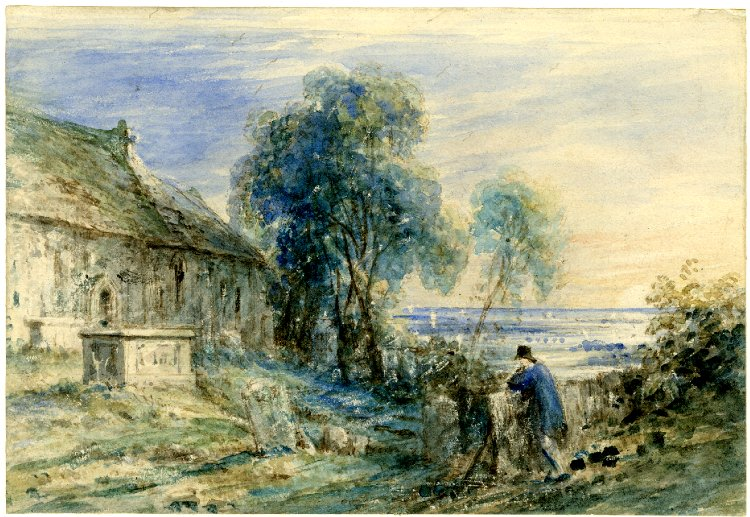
Illustrazione di John Constable per la stanza V dellElegia.

L'Elegia è pervasa di nostalgico e blando pessimismo "empirico" e contemplativo, a sfondo cristiano come rivelano i versi finali, con il tema classico della celebrazione dell'uguaglianza di fronte alla morte e quello delle virtù, eroiche, politiche e artistiche degli umili, rimaste nascoste al mondo, e della critica ai potenti tipico dell'illuminismo e del preromanticismo.
Si ritroveranno questi temi ad esempio nel satirico Dialogo sopra la nobiltà di Giuseppe Parini, scritto sei anni dopo l'opera di Gray, negli atteggiamenti antinobiliari della filosofia di Rousseau, nel dialogo La virtù sconosciuta di Vittorio Alfieri. L'influenza della poesia è presente anche in Ugo Foscolo, sia nel carme Dei sepolcri che nelle Ultime lettere di Jacopo Ortis ("geme la Natura perfin nella tomba").
L'atmosfera del componimento è serena, stoica e meditativa, ambientata all'ora del tramonto.
Il verso dell'elegia «Paths of glory lead not but the grave» ("i sentieri della gloria non conducono che alla tomba") viene richiamato dal celebre regista Stanley Kubrick nel titolo del suo film Paths of glory (Orizzonti di gloria). 
Il verso è un memento mori, una frase sulla caducità del mondo paragonabile alla celebre sic transit gloria mundi.
La lirica termina con la composizione del proprio ideale epitaffio.

### Altre opere
Thomas Gray scrisse anche poesie più semplici come Ode on the Death of a Favourite Cat, Drowned in a Tub of Gold Fishes (Ode alla morte di un gatto tra i preferiti, affogato in una vaschetta per pesci rossi), dove presenta la morale che il gatto (morto nel tentativo di pescare dei pesci rossi dalla loro vaschetta) doveva imparare che "non è tutto oro quel che luccica". Negli ultimi anni si dedicò allo studio della letteratura celtica e alla poesia dei bardi, al tempo di grande moda (si vedano i Canti di Ossian di James Macpherson).
- Ode on a Distant Prospect of Eton College (1741)
- Ode on the Spring (1742)
- Ode to Adversity (1742)
- Ode on the Death of a Favourite Cat, Drowned in a Tub of Gold Fishes (1748)
- Elegy Written in a Country Church-yard (1751)
- The Progress of Poesy (1754)
- The Bard (1754)
- The Fatal Sisters (1761)
- The Descent of Odin (1761)